# Santa Rosa (Uruguai)
Santa Rosa és un municipi de l'Uruguai ubicat al centre del departament de Canelones, 39 km al nord de Montevideo.

## Geografia
Santa Rosa es troba al centre del departament de Canelones, al sector 13. Al sud-oest s'ubica el municipi de San Bautista, al sud-est San Antonio, i al nord Sauce. Cap al nord es troba la Cuchilla Grande, mentre que a l'est i sud Santa Rosa és envoltada per alguns rierols, com el Cementerio i el Canelón Grande. Aquest últim és afluent del riu Santa Lucía.

## Història
El 15 de maig de 1925, mitjançant el decret 7.837, Santa Rosa va rebre la categoria de "vila".

## Infraestructura
La ciutat té accés per la ruta nacional 6.

## Població
Segons les dades del cens de 2004, Santa Rosa tenia una població aproximada de 3.660 habitants.
| Any  | Població |
| ---- | -------- |
| 1963 | 2.439    |
| 1975 | 2.726    |
| 1985 | 2.808    |
| 1996 | 3.263    |
| 2004 | 3.660    |

Font: Institut Nacional d'Estadística de l'Uruguai

## Govern
L'alcalde de Santa Rosa és Gretel Ferrari.